# Tatiana Blichová
Tatiana Blichová (* 3. Februar 2006 in Prešov) ist eine slowakische Eishockeyspielerin.

## Karriere
Tatiana Blichová begann mit dem Eishockey in ihrer Heimatstadt und spielt seit 2019 für den ŽHK 2000 Šarišanka Prešov in der höchsten Frauen-Eishockeyliga der Slowakei. Daneben spielte sie zwischen 2020 und 2023 auch jeweils mit einer Sondererlaubnis in der männlichen U16- und U18-Mannschaft des HC Prešov.

### International
Nachdem sie für die Slowakei an dem Europäisches Olympisches Winter-Jugendfestival 2021 sowie 2022 und 2023 jeweils an der U18-Weltmeisterschaft teilgenommen hatte, wurde Tatiana Blichová im Alter von 17 Jahren für die Eishockey-Weltmeisterschaft 2023 nominiert, wo die Slowakei in der Division IA antrat. In dem Turnier, welches im chinesischen Shenzhen ausgetragen wurde, debütierte sie direkt im ersten Spiel bei der knappen 0:1-Niederlage gegen China. Sie verloren überraschend auch alle anderen Spiele in ihrer Division, sodass sie in die Division IB abstiegen. Im letzten Spiel bereitete sie gemeinsam mit Emília Leskovjanská den Treffer von Nikola Rumanová zum 1:2-Endstand vor.

## Erfolge und Auszeichnungen
- 2024 Aufstieg in die Division IA bei der Weltmeisterschaft der Division IB